# باول ستيفنسون (عالم نفس)
باول ستيفنسون (بالإنجليزية: Paul Stevenson)‏ هو عالم نفس أسترالي، ولد في 12 سبتمبر 1955.